# Sureños
Sureños (Spaniolă:Sudiști)‍, Southern United Raza, Sur 13 sau Sureños X3 sunt o grupare de găști stradale, afiliate, care plătesc tribut Mafiei Mexicane în timp ce se află în instituțiile și centrele federale de detenție din SUA. Multe bande Sureño au rivalități între ele și singura dată când această rivalitate este lăsată deoparte este atunci când intră în sistemul închisorii.    Pe străzi, rivalitățile sunt des întâlnite între Sureños, chiar dacă împărtășesc aceeași cultură. Sureños au devenit o bandă națională în Statele Unite. 

## Locație
Principala zonă unde găștile Sureños pot fi găsite este sudul Californiei. Au o prezență puternică în California, Nevada, Arizona, Texas, New Mexico și Utah. Au o prezență mai mică în Illinois, Oklahoma, Georgia, Oregon și Washington. S-au răspândit în est până și în New York.  De asemenea, pot fi găsite în unele părți ale Mexicului. Sureños mențin, de asemenea, relații cu diferite organizații de trafic de droguri cu sediul în Mexic.    Au fost confirmați în 35 de state diferite din SUA. Ei mențin relații cu Cartel del Golfo.
Linia de despărțire nord-sud la nivel de stat dintre Norteños și Sureños a fost decisă ca fiind pe teritoriul orașelor Salinas și Fresno.  Sureños poti fi găsiți și în nordul statului California, în Santa Rosa și Modesto, din cauza populației mari mexicano-americane din acele orașe. Sureños din Los Angeles se referă la membrii lor din California Centrală ca „Central Sureños”, iar la cei din nordul Californiei ca „Upstate Sureños”.

## Istorie
Termenul Sureño înseamnă „sudic” în spaniolă. Chiar dacă Sureños au fost înființați în 1968, termenul nu a fost folosit până în anii 1970, ca urmare a conflictului continuu dintre Mexican Mafia și Nuestra Familia din sistemul penitenciar din California.  Ca urmare a acestor războaie din închisori, toate bandele de stradă hispanice din California se afiliază drept Sureño sau Norteño - cu foarte puține excepții, cum ar fi bandele Fresno Bulldogs și Maravilla din East Los Angeles, California.  Când un sureño este întrebat ce înseamnă a fi sureño, membrii răspund: „Un sureño este un soldat pentru Mexican Mafia”. 
În 2009, membrii Sureños au fost acuzați pentru uciderea membrilor unei bande rivale Norteño, Alvaro Garcia-Pena și Intiaz Ahmed, care au fost uciși la Alvarado's Bar & Grill din Richmond, California . Un membru Sureño a pledat vinovat și a fost condamnat la 25 de ani de închisoare. Alți membri din bandă au primit alte sentințe pentru implicarea lor în incident. 
În 2010, 51 de sureños au fost arestați, după ce au fost prinși printr-o operațiune a forțelor de ordine din California. Ancheta a identificat opt bande Sureño implicate în diverse activități criminale, inclusiv distribuția de narcotice. De asemenea, ancheta a dus la confiscarea a peste 8 kilograme de metamfetamină, un laborator de conversie a metamfetaminei, 1,5 kilograme de cocaină, cantități mici de cocaină crack, 11 kilograme de marijuana, 35 de arme de foc și 800.000 de dolari în valută și bunuri. Acuzațiile împotriva membrilor bandei au fost tentativă pentru distribuirea de metamfetamină, cocaină și marijuana, terorism stradal și încălcări ale legilor pentru armele de foc. 

## Cultură
În timp ce sur este cuvântul spaniol pentru sud, printre Sureños „SUR” înseamnă și Southern United Raza.  Sureños folosesc cifra 13 - care reprezintă a treisprezecea literă a alfabetului, litera M - pentru a marca loialitatea lor față de Mexican Mafia.    Semnele și tatuajele comune ale bandei Sureño includ, dar nu se limitează la: Sur, XIII, X3, 13, Sur13, uno tres, trece și 3 puncte.  Deși există multe tatuaje folosite de Sureños, există un singur tatuaj care dovedește sau validează calitatea de membru. Eticheta X3 poate fi, de asemenea, observată în mod obișnuit în graffiti. Cuvântul Sureño sau Sureña trebuie câștigat.  Majoritatea Sureños sunt de origine mexicană, dar unele bande Sureño permit membrilor din diverse alte medii etnice să se alăture, făcându-i pe Sureños multietnici.  De asemenea, preferă îmbrăcămintea specifică echipelor de sport, albastru sau gri, cum ar fi Los Angeles Dodgers, Los Angeles Rams și uneori Los Angeles Lakers . Cu toate acestea, sureños din nordul statului poartă haine Dallas Cowboys, San Jose Sharks și Oakland Raiders . 

## Activitatea criminală

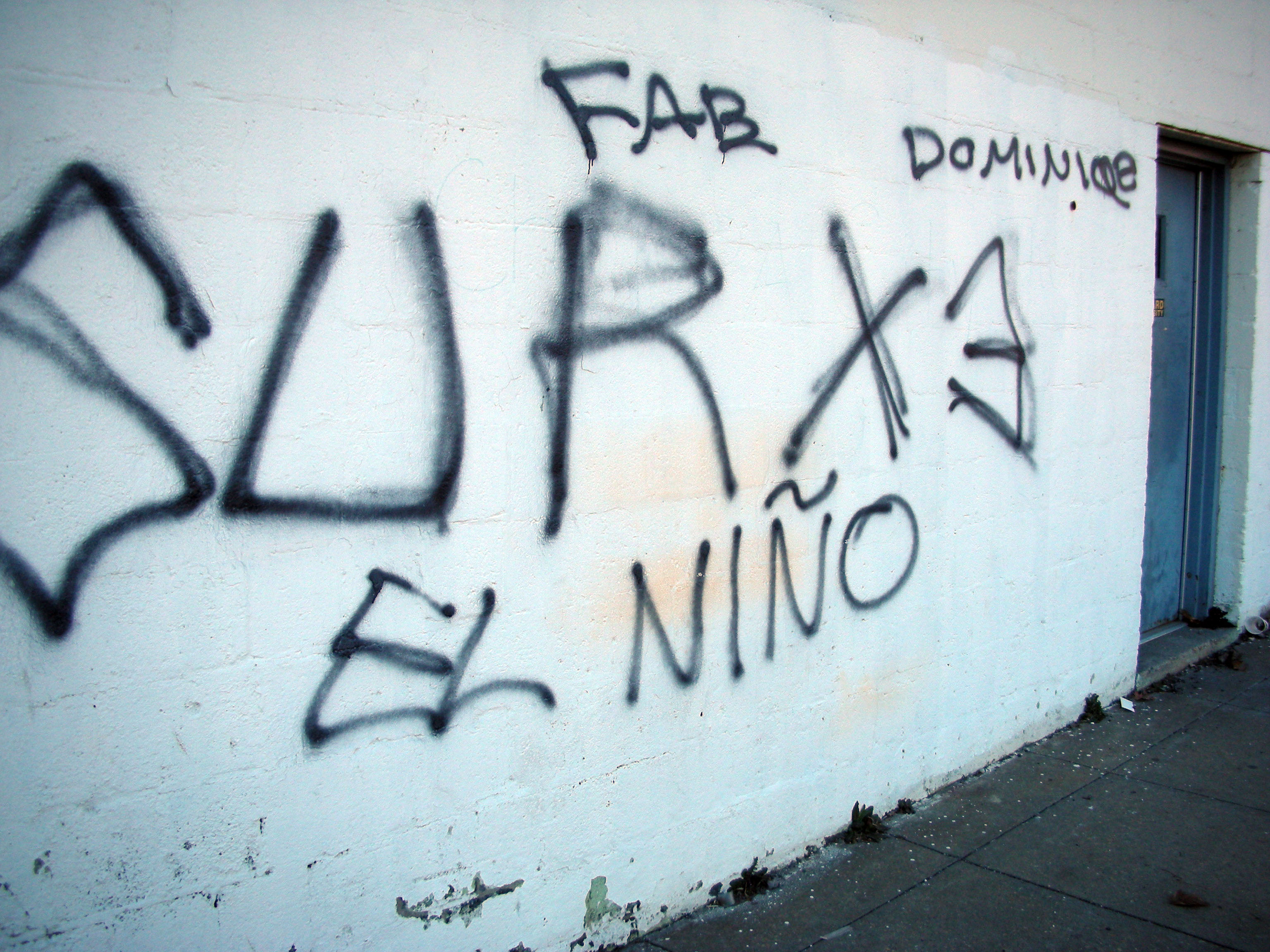
Graffiti, cunoscut și sub numele de tagging, este folosit pentru a marca teritoriul unui anumit set

Găștile Sureño sunt implicate în multe activități criminale, inclusiv omucideri,   trafic de droguri,   răpiri și atacuri.  Ei sunt, de asemenea, puternic implicați în traficul de persoane.  Au existat multe cazuri penale importante care au implicat Sureños într-o varietate de state. Activitatea lor principală este distribuirea diferitelor forme de narcotice și executarea ordinelor date de Mexican Mafia. Departamentele de poliție au dificultăți în a face față acestei bande din cauza ierarhiei sale descentralizate la nivelul străzii. Încercările de aplicare a legii de a limita influența Mafiei Mexicane asupra diferitelor bande de stradă Sureño au avut doar puțin succes. Până la sfârșitul anilor 1990, o echipă federală a fost înființată pentru a investiga implicarea bandei în comerțul ilegal cu droguri; aceasta a dus la arestarea mai multor membri Sureño. Autoritățile au confiscat mii de dolari în droguri și bani, după cum relatează Los Angeles Times și canalele locale de știri. Grupul a avut rivalități de-a lungul istoriei cu diverse bande pentru teritoriu și competiție, ceea ce a dus la multe împușcături și decese. La 24 august 2004, o ordonanță preliminară a forțelor de ordine a înlăturat membrii activi ai bandei 38th Street Gang, de pe străzi,  interzicând acestora să folosească arme de foc, alcool, graffiti și alte obiecte periculoase în public. 
Sureños au o istorie bogată în rivalitățile dintre găști, fie că este vorba de lupte între găști întregi sau doar cliques care se luptă între ele. De exemplu, două bande rivale Sureño care se luptu pentru teritoriul din Southwest Community Park din Santa Rosa, California, au dus la moartea prin împușcare a unui tânăr de 18 ani în 2008. Cartierul South Park găzduiește o parte din orașul Angelo Heights Surenos, numit după cartierul Angelino Heights din Los Angeles din care provin membrii săi inițiali. Sureños au avut, de asemenea, lupte teritoriale în San Jose și Oakland.